# Caribattus
Caribattus Bryant, 1950 è un genere di ragni appartenente alla Famiglia Salticidae.

## Etimologia
Il nome è composto per la prima parte, da Carib-, che si riferisce ai Caraibi, località di ritrovamento, e per la seconda parte dal suffisso -attus, caratteristico di vari generi della famiglia Salticidae, un tempo denominata Attidae.

## Distribuzione
L'unica specie oggi nota di questo genere è stata rinvenuta sull'isola di Giamaica.

## Tassonomia
L'esemplare maschio rinvenuto, originariamente descritto dai coniugi Peckham come Saitis inutilis nel 1901, a seguito di uno studio dell'aracnologa Elizabeth Bryant del 1950 è assurto al rango di genere a sé.
A dicembre 2010, si compone di 1 specie:
- Caribattus inutilis (Peckham & Peckham, 1901)[2] — Giamaica